# Figa, Bistrița-Năsăud
Figa este un sat ce aparține orașului Beclean din județul Bistrița-Năsăud, Transilvania, România.

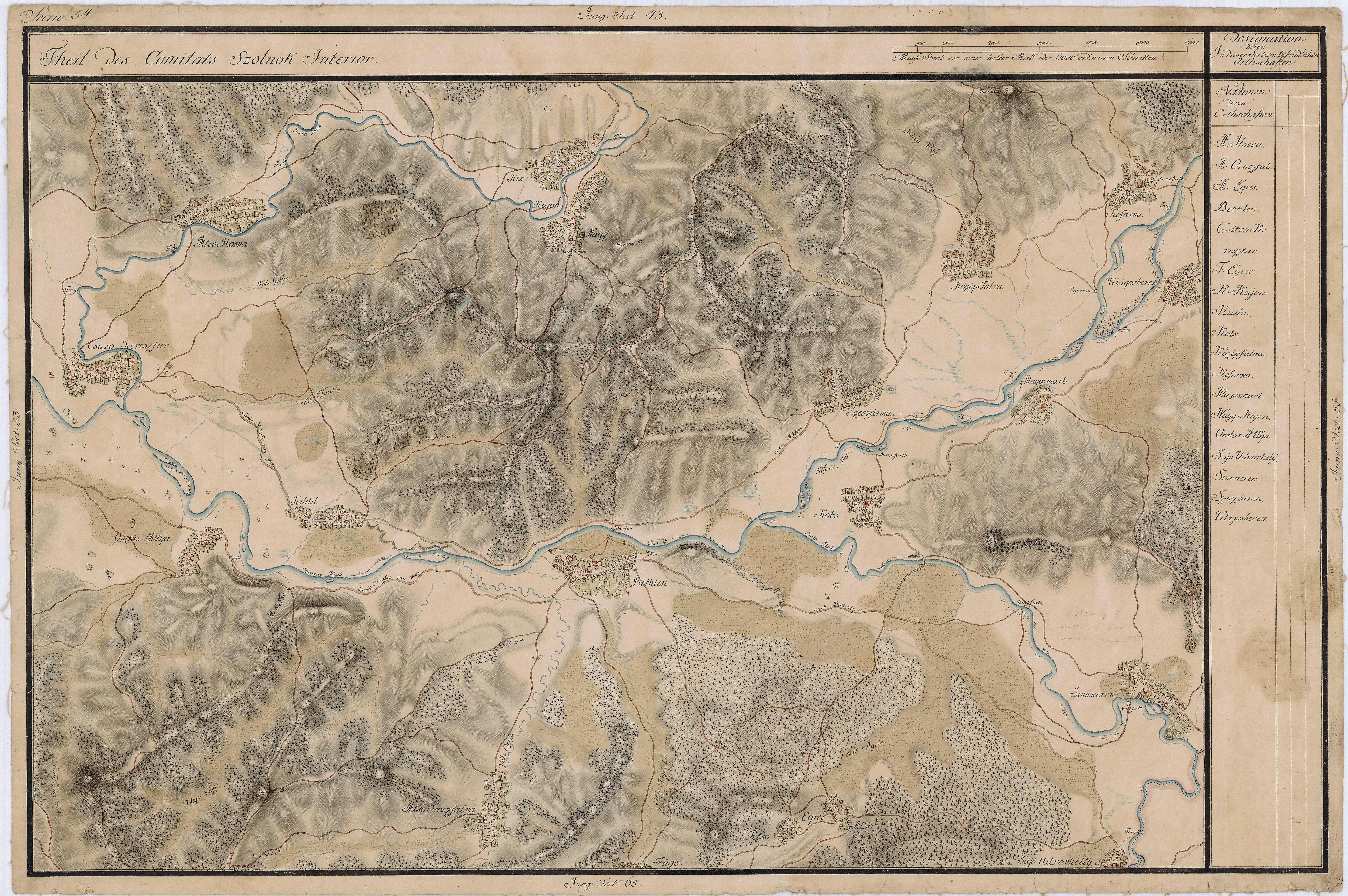
Figa pe Harta Iosefină a Transilvaniei, 1769-73

## Generalități
Localitatea este situată într-o depresiune înconjurată de dealurile Becleanului, fiind recunoscută pentru apele sale sărate și nămolul cu proprietăți asemănătoare celui de la Techirghiol. Dispune de o bază de agrement compusă dintr-un bazin exterior cu apă sărată, o piscină interioară cu apă dulce încălzită, saună, jacuzzi, masaj, fitness, terenuri de sport cu suprafețe sintetice.

## Date geologice
Microrelieful vechilor suprafețe cu exploatări de sare, cu numeroase excavații sau surpări, ocupate azi de bălți, mlaștini sau cu vegetație halofită, prezente în sărăturile de la Figa certifică exploatarea antică, la suprafață, a sării în excavații cu diametre cuprinse între 4-15 m, respectiv cu adâncimi de până la 10 m.

## Istoric
Situl arheologic de la Băile Figa este unul dintre cele mai importante monumente ale exploatării preistorice a sării din Europa. Aici a fost găsit o troacă, construită dintr-un trunchi de pin, alături de câteva topoare. Topoarele, a căror vechime a fost stabilită prin metoda Carbon-14, datează din jurul anului 1.000 Î.Hr. Troaca, de aceiași vechime, folosea (după unii autori) la direcționarea jeturilor de apă asupra pereților de sare, pentru secționarea acestora. După alți autori (vezi "Bibliografie"), troaca servea la obținerea sării prin procedeul brichetării.

## Demografie
Componența etnică a satului Figa
     Români (86,07%)
     Romi (13,5%)
     Maghiari (0,42%)
La recensământul din 2002 populația satului era de 474 de locuitori , dintre care 408 români, 64 romi și 2 maghiari.